# Pour rien au monde
Pour rien au monde (Never dans l'édition originale en anglais) est un roman d'espionnage écrit par l'auteur britannique Ken Follett paru en 2021.

## Synopsis et personnages principaux
L'histoire met en parallèle plusieurs protagonistes évoluant dans des environnements différents : Pauline Green, la présidente des États-Unis, Chang Kai, un haut cadre du Parti communiste chinois responsable des services de renseignement, trois espions talentueux et intrépides de la Central Intelligence Agency et de la Direction générale de la Sécurité extérieure opérant au Sahel, Abdul, Tamara et Tab, et Kiah, une jeune tchadienne cherchant à émigrer clandestinement en Europe,. L'action se passe simultanément ou successivement dans plusieurs pays : les États-Unis, le Tchad, la Libye, la Chine, la Corée du Nord et la Corée du Sud.
Les fils conducteurs des péripéties des différents personnages correspondent à leurs missions et objectifs respectifs :
- La présidente américaine républicaine Pauline Green, confrontée à une instabilité et une insécurité croissante dans un monde en tensions, tente de résoudre ces crises par la diplomatie.
- Chang Kai, responsable des services de renseignements chinois, multiplie les rencontres secrètes avec ses informateurs pour tenter d'anticiper et désamorcer des menaces extérieures qui pèsent sur la Chine.
- Abdul, un agent de la CIA d'origine libanaise, se fait passer pour un marchand ambulant tchadien (pays qui compte de nombreux citoyens d'origine libanaise) candidat à l'immigration clandestine vers l'Europe pour infiltrer un réseau jihadiste de trafiquants d'êtres humains et de cocaïne.
- Ses collègues espions de la CIA et de la DGSE Tamara et Tab basés à N'Djamena capitale du Tchad, analysent ses informations et celles d'autres agents de terrain et en rendent comptes aux gouvernements américain et français.
- Kiah, une jeune veuve et mère tchadienne tente de fuir avec son enfant la famine causée par la désertification au Sahel, et rencontre Abdul pendant son voyage vers l'Europe, qui s'est intégré pour sa mission d’espionnage dans son groupe d'émigrés clandestins.

## Inspirations et thématiques abordées

### Analyse des personnages
L'affirmation du Journal de Montréal selon laquelle « aucun des personnages ne s’inspire de personnes réelles » est probablement exacte pour les personnages principaux, mais pas pour certaines personnalités politiques évoquées dans le récit.

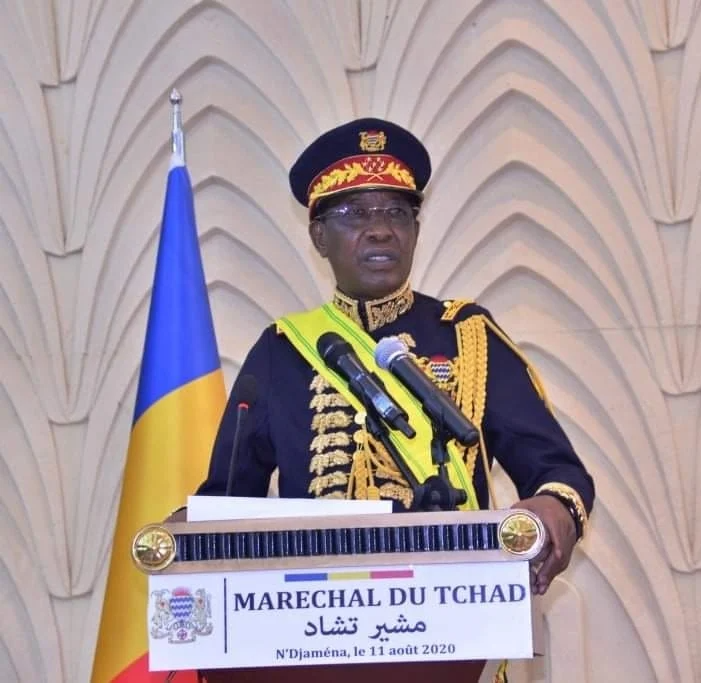
Idriss Déby, président tchadien de 1990 à 2021, inspirateur du « général » à la tête du Tchad dans le roman.

Par exemple, le Tchad, dans le roman, est dirigé par un président autocrate pro-occidental désigné comme « Le Général » clairement inspiré par Idriss Déby, tandis que la Corée du Nord est dirigée par un chef d'État ayant le titre de « Guide suprême » issu d'une « dynastie régnant par la terreur » nommé « Kang U-jung », clairement inspiré par Kim Jong-un. On peut également observer la présence d'un candidat américain à la présidentielle, réactionnaire, d'une communication agressive et populiste, et notoirement incompétent sur les thématiques géopolitiques qu'il aborde en public, très probablement inspiré par Donald Trump.
Inspirés ou non de personnes réelles, les personnages principaux sont assez vraisemblables, même s'ils se distinguent par des connaissances particulières et des capacités d'observation et d'analyse (la plupart étant espions ou hauts fonctionnaires), que l'auteur utilise régulièrement pour transmettre des informations au lecteur via leurs dialogues et leurs réflexions. À leur sujet, Ken Follett déclare : « J’aime James Bond, mais je voulais écrire quelque chose de plus réaliste, sans un docteur machiavélique qui cherche à détruire le monde et sans un héros qui, à lui seul, peut sauver le monde. ».

### Analyse des thématiques abordées
Ce roman, dont le thème principal est la géopolitique contemporaine, aborde plusieurs sujet d'actualité majeurs du début du XXIe siècle :   
- le terrorisme islamiste, notamment au travers de la lutte des armées africaines et occidentales contre l'État islamique dans le Grand Sahara
- les techniques de guerre non conventionnelle comme les drones de combat, les cyberattaques, mais aussi la dissuasion nucléaire
- les trafics internationaux d'êtres humains, de stupéfiants, d’armes, ou encore les exploitations aurifères illégales
- les investissements chinois en Afrique, ainsi que les ambitions expansionnistes de la Chine dans le Pacifique
- les crise africaines économique, sociale, géopolitique (notamment au travers de conflits entre pays voisins comme entre le Soudan et le Tchad), mais aussi écologique, comme l'assèchement du Lac Tchad et les réfugiés climatiques qui en sont la conséquence.

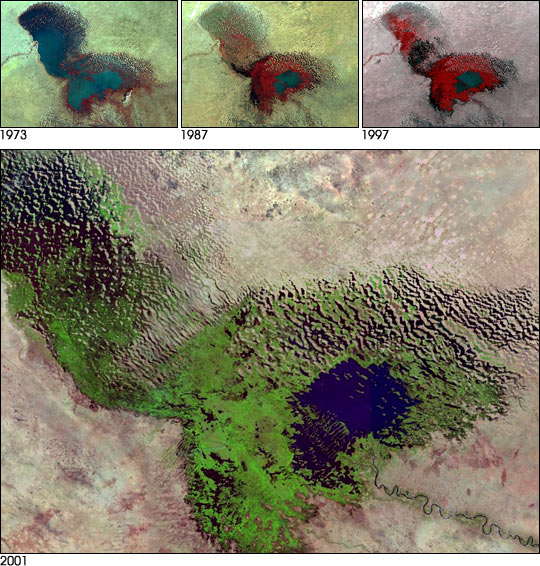
Évolution du lac Tchad de 1973 à 2001 selon la NASA.

Comme la plupart des romans de Ken Follett, ce dernier est très bien documenté et décrit fidèlement l'époque qui en est la thématique.
Sur les raisons d'écrire ce livre, Ken Follett déclare avoir eu un déclic pendant ses recherches sur la Première Guerre mondiale pour l'écriture de son roman historique La chute des géants paru en 2010. Ces recherches lui ont fait prendre conscience que les circonstances ayant conduit à ce conflit de grande ampleur pouvaient se reproduire un siècle plus tard :

« Je me suis rendu compte que personne ne l’avait vraiment voulue, que tous les empereurs, présidents et dirigeants de l’époque n’avaient pas souhaité ce conflit planétaire. Il n’y a eu qu’une série de décisions qui, en soi, n’étaient pas de mauvaises décisions, mais qui ont provoqué une escalade de tensions et de violence irréversible. Alors, je me suis demandé : est-ce que tout ça pourrait se passer de nouveau au point qu’une troisième guerre mondiale devienne inévitable ? »

Ainsi, contrairement à la plupart des récits de fictions évoquant la possibilité d'une troisième guerre mondiale, celui de Ken Follett se passe dans le « présent » (de l'époque de l'écriture de ce livre) et non dans un monde futuriste, de science fiction ou uchronique. Il est assez remarquable de constater que la publication de ce récit d'anticipation mettant en garde contre le risque à court terme d'une troisième guerre mondiale entre puissances nucléaires, précède de moins de quatre mois le début de l'invasion russe en Ukraine, qui provoque les plus fortes tensions entre les États-Unis et la Russie depuis la fin de la guerre froide.

## Critiques
Sur la plateforme sur le web « SensCritique », le livre de Ken Follett reçoit une note moyenne de 6,9/10.